# 枝廣淳子
枝廣 淳子（えだひろ じゅんこ、1962年11月23日- ）は、日本の環境ジャーナリスト、同時通訳者、翻訳家。京都府出身。有限会社イーズ代表取締役、環境NGOジャパン・フォー・サステナビリティ代表、有限会社チェンジ・エージェント取締役会長、幸せ経済社会研究所所長。大学院大学至善館教授。

## 経歴・人物
東京学芸大学教育学部附属高校、東京大学教育学部卒業。夫の留学について渡米したことから29歳で英語の勉強を開始。どうせ勉強するならと、同時通訳者を目標に掲げる。以後、通訳や翻訳の仕事を行う中で環境問題に目覚め、環境ジャーナリストとなる。2002年にはジャパン・フォー・サステナビリティを設立、2003年に有限会社イーズを設立、2005年に有限会社チェンジ・エージェントを共同設立し、各代表を務める。2児の母。
福田・麻生内閣「地球温暖化問題に関する懇談会」委員、環境省中長期ロードマップ小委員会委員、東京大学人工物工学研究センター客員研究員などを務める。環境問題に関する講演、執筆、翻訳などを通じて、変化を創り出し広げるしくみづくりを研究。地球環境の現状や世界・日本各地の動きを、環境メールニュースで提供。
2003年から有限会社イーズおよび有限会社グラム・デザインにより温暖化コミュニケーションサイト「日刊温暖化新聞」を主催し運営をしている。東京電力をファウンディング・スポンサーとして森林コミュニケーションサイト「私の森.jp」の立ち上げも行っている。私の森.jp、チェンジ・エージェント、幸せ経済社会研究所のインターネットによる情報発信もグラム・デザインのサポートを得て行っている。「100万人のキャンドルナイト」呼びかけ人代表。2011年6月には首相官邸で開催された「総理・有識者オープン懇談会」にも出席した。
アル・ゴア『不都合な真実』の翻訳者としても知られる。

## 著書

### 単著
- 『エコ・ネットワーキング! 「環境」が広げるつなげる、思いと知恵と取り組み』海象社 2000
- 『朝2時起きで、なんでもできる!』1-3 サンマーク出版 2001-04 のち文庫
- 『地球のセーターってなあに? 地球環境のいまと、これからの私たち』海象社 2002
- 『いまの地球、ぼくらの未来 ずっと住みたい星だから』PHP研究所 2004
- 『7分後、7年後の幸せなあなたへ エコから学ぶ「自分マネジメント術」』朝日新聞社 2004
- 『思えば、そうなる! なりたい自分になるための7つの扉』新潮社 2005
- 『枝廣淳子の回収ルートをたどる旅』七つ森書館 2006
- 『細切れビジョンで、なんでもできる! 夢を実現する自分マネジメントシステム』サンマーク出版 2006
- 『地球のためにわたしができること』大和書房 2007
- 『負けないで! 「いじめ」を生き抜く22通の手紙』PHP研究所 2008
- 『地球とわたしをゆるめる暮らし』大和書房 2008
- 『エネルギー危機からの脱出 最新データと成功事例で探る"幸せ最大、エネルギー最小"社会への戦略』ソフトバンククリエイティブ 2008 のち講談社+α文庫
- 『あなたも翻訳家になれる! エダヒロ式「英語→日本語」力の磨き方』ダイヤモンド社 2009
- 『明日7割忘れるあなたが1カ月で500語覚えるための英単語集』三修社 2010
- 『私たちにたいせつな生物多様性のはなし』かんき出版 2011
- 『わが家のエネルギー自給作戦』エネルギーフォーラム新書 2012
- 『レジリエンスとは何か 何があっても折れないこころ、暮らし、地域、社会をつくる』東洋経済新報社 2015
- 『地元経済を創りなおす―分析・診断・対策』岩波新書 2018
- 『アニマルウェルフェアとは何か 倫理的消費と食の安全』岩波書店〈岩波ブックレット〉、2018年8月。ISBN 978-4-00-270985-7。
- 『人生のピークを90代にもっていく! 折り返し地点から、「死ぬまでハッピーな人生」をつくる』大和書房、2018年11月。ISBN 978-4-479-78455-5。
- 『プラスチック汚染とは何か』岩波書店〈岩波ブックレット〉、2019年6月。ISBN 978-4-00-271003-7。
- 『好循環のまちづくり!』岩波書店〈岩波新書 新赤版〉、2021年4月。ISBN 978-4-00-431877-4。

### 共著・監修
- 『がんばっている日本を世界はまだ知らない 150か国が熱読!日本発・わくわくエコ事情v.1-2』ジャパン・フォー・サステナビリティ共著 海象社 2004-05
- 『大学力 早稲田の杜から「変える力」を考える』白井克彦共著 サイビズ 2005
- 『地球のなおし方 限界を超えた環境を危機から引き戻す知恵』ドネラ・H&デニス・L.メドウズ共著 ダイヤモンド社 2005
- 『なぜあの人の解決策はいつもうまくいくのか? 小さな力で大きく動かす!システム思考の上手な使い方』小田理一郎共著 東洋経済新報社 2007
- 『入門!システム思考』内藤耕共著 2007 講談社現代新書
- 『企業のためのやさしくわかる「生物多様性」 生物多様性とは?から先進企業の取り組み事例まで』小田理一郎共著 技術評論社 2009
- 『温暖化論のホンネ 「脅威論」と「懐疑論」を超えて』江守正多,武田邦彦共著 技術評論社 2010
- 『もっと使いこなす!「システム思考」教本』小田理一郎共著 東洋経済新報社 2010
- 『幸せな未来のつくり方 「エコ」を超えて-』ジャパン・フォー・サステナビリティ (JFS) 共著 海象社 2010
- 『環境』監修 ポプラ社(ポプラディア情報館) 2011
- 『笑顔の国、ツバルで考えたこと ほんとうの危機と幸せとは』小林誠共著, 遠藤秀一 写真 英治出版 2011
- 『GDP追求型成長から幸せ創造へ グリーン経済とそのあとに来るもの』アラン・アトキソン共著 武田ランダムハウスジャパン 2012
- ハーマン・デイリー 『「定常経済」は可能だ!』聞き手 岩波ブックレット 2014
- 『データでわかる世界と日本のエネルギー大転換』レスター・R・ブラウン共著 岩波ブックレット 2016
- 『エコまち塾 2 対話編』鹿島出版会、2018年5月。ISBN 978-4-306-07340-1。 エコまちフォーラム(編)。
- 『ぶれない軸をつくる東洋思想の力』光文社〈光文社新書〉、2018年12月。ISBN 978-4-334-04389-6。田口佳史との共著。
- 『SDGsとまちづくり 持続可能な地域と学びづくり』学文社、2019年3月。ISBN 978-4-7620-2871-7。田中治彦、久保田崇(共編著)

### 翻訳
- ディック・J.ライダー,デイブ・A.サピーロ 『人生に必要な荷物いらない荷物』サンマーク出版 1996 のち文庫
  - 『人生に必要な荷物いらない荷物 2』サンマーク出版 2002 「夢に一歩近づく仕事遠のく仕事」文庫
- レスター・R・ブラウン 『エコ経済革命 地球と経済を救う5つのステップ』たちばな出版 1998
- ディック・J.ライダー『ときどき思い出したい大事なこと』サンマーク出版 1998 のち文庫
- ケシャヴァン・ナイアー『ガンジー 奉仕するリーダー』たちばな出版 1998
- レスター・R.ブラウン『環境ビッグバンへの知的戦略 マルサスを超えて』家の光協会 1999
- スミス・バックリン・アンド・アソシエイツ『みんなのNPO 組織づくり・お金づくり・人づくり』海象社 1999
- レイ・アンダーソン『パワー・オブ・ワン ひとりの力 次なる産業革命への7つの挑戦』河田裕子共訳 海象社 2002
- マーティン・セリグマン『つよい子を育てるこころのワクチン メゲない、キレない、ウツにならないABC思考法』ダイヤモンド社 2003
- アラン・アトキソン『カサンドラのジレンマ 地球の危機、希望の歌』監訳 PHPエディターズ・グループ 2003
- ジズー・コーダー『ライオンボーイ 消えた両親の謎』PHP研究所 2004

『ライオンボーイ』2-3 PHP研究所 2004-05
- ケビン・デーリー,ローラ・デーリー・カラベラ『デーリー先生の「話し方」コーチング 45万人を変えた』東洋経済新報社 2004
- アンナ・ニルセン『マルコ・ポーロの迷路 黄金の国をめざせ! シルクロードを旅してフビライ・ハンに会いに行こう』枝廣みさき共訳 新風舎 2005（長女との共訳）
- アンナ・ニルセン『ダーウィンの迷路 緑の楽園をめざせ! 科学たんけん船ビーグル号で、南アメリカまで出かけよう』枝廣あかり共訳 新風舎 2005（次女との共訳）
- アン・ブルース『北極星を見つけよう! あきらめずに歩き続けるための4週間プログラム』サンマーク出版 2005
- ドネラ・H&デニス・L.メドウズ,ヨルゲン・ランダース 『成長の限界人類の選択』ダイヤモンド社 2005
- アル・ゴア『不都合な真実 切迫する地球温暖化、そして私たちにできること』ランダムハウス講談社 2007 のち実業之日本社文庫
- ダン・S.ケネディ『大金持ちをランチに誘え! 世界的グルが教える「大量行動の原則」』東洋経済新報社 2007
- アル・ゴア『不都合な真実 地球温暖化の危機 eco入門編』ランダムハウス講談社 2007 のち実業之日本社文庫
- デヴィッド・デ・ロスチャイルド『地球温暖化サバイバルハンドブック 気候変動を防ぐための77の方法』ランダムハウス講談社 2007
- デヴィッド・ハウエル,キャロル・ナフル『地球の呼吸はいつ止まるのか? エネルギー・環境連立方程式』ウェッジ 2007
- デービッド・ガーション『あなたにもすぐにできるダイエットCO2 もっと快適に!エコライフ22の方法』PHP研究所 2008
- ウィルソン・ラーニング・ライブラリー『どんな相手ともうまくいく!「心の合い鍵」の見つけ方 必ずイエスを言わせる「ソーシャル・スタイル」セールス教本』東洋経済新報社 2008
- マイケル・ダルワース『NQネットワーク指数 なぜ、あの人のまわりには「素敵な人」が集まるのか』東洋経済新報社 2009
- デヴィッド・デ・ロスチャイルド総監修『地球環境図鑑 わたしたちの星の過去・現在・未来』監訳 ポプラ社 2009
- ジョン・D.スターマン 『システム思考 複雑な問題の解決技法』小田理一郎共訳 東洋経済新報社 2009
- 『地球の法則と選ぶべき未来 ドネラ・メドウズ博士からのメッセージ』ランダムハウス講談社 2009
- 『つながりを取りもどす時代へ 持続可能な社会をめざす環境思想 リサージェンス誌選集』監訳 大月書店 2009
- アル・ゴア『私たちの選択 温暖化を解決するための18章』ランダムハウス講談社 2009
- ヴァネッサ・ファーカーソン『おしゃれとエコって、両立するの? 女子エコ日記366 days』長澤あかね共訳 講談社 2010
- ピーター・M.センゲ『学習する組織 システム思考で未来を創造する』小田理一郎, 中小路佳代子共訳 英治出版 2011
- ジェイムズ・ハンセン『地球温暖化との闘い すべては未来の子どもたちのために』監訳, 中小路佳代子訳 日経BP社 2012
- レスター・R. ブラウン『地球に残された時間 80億人を希望に導く最終処方箋』中小路佳代子共訳 ダイヤモンド社 2012
- 『アル・ゴア未来を語る 世界を動かす6つの要因』監訳, 中小路佳代子訳 KADOKAWA 2014
- ドネラ・H・メドウズ『世界はシステムで動く いま起きていることの本質をつかむ考え方』英治出版 2015
- ドネラ・H・メドウズ『システム思考をはじめてみよう』英治出版 2015
- レスター・R.ブラウン, ジャネット・ラーセン, J.マシュー・ローニー, エミリー・E.アダムズ『大転換 新しいエネルギー経済のかたち』岩波書店 2015
- ウルリッヒ・ベック『変態する世界』中小路佳代子共訳 岩波書店 2017
- グンター・パウリ、マルコ・シメオーニ『海と地域を蘇らせるプラスチック「革命」』日経BP、2020年5月。ISBN 978-4-296-10626-4。
- レスター・R.ブラウン『カウントダウン 世界の水が消える時代へ』海象社、2020年8月。ISBN 978-4-907717-64-3。監訳。

## 関連人物
- 田中優 - 環境活動家
- 山田玲司 - 漫画家

## 参考
- 著作に付せられた著者紹介